# Luciocephalus pulcher
Genre
Espèce
Luciocephalus pulcher est une espèce de poissons de la famille des Osphronemidae que l'on rencontre dans le sud-est asiatique.
C'est la seule espèce du genre Luciocephalus (genre monospécifique).

Luciocephalus signifie littéralement « à tête de brochet », ce qui a donné le nom commun de ce poisson tant en français (tête de brochet) qu'en anglais (pikehead) et ce en raison de la forme particulièrement allongée de la tête de ce poisson.

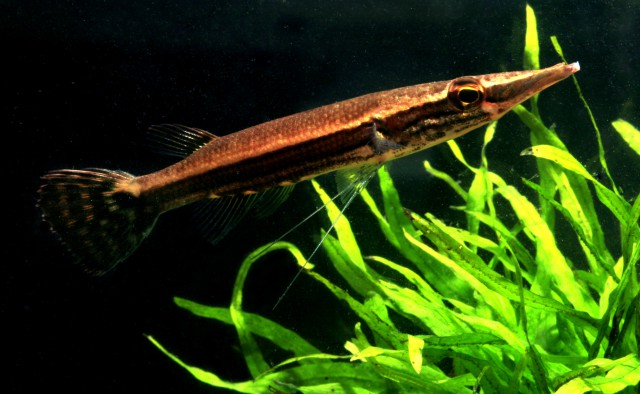
Luciocephalus pulcher

Ce poisson de torrent mesure 18 cm. Il possède un organe labyrinthique mais n'a pas de vessie natatoire. Il est carnivore et se nourrit en particulier d'insectes vivants.